# كبريتيد السترونتيوم
كبريتيد السترونتيوم هو مركب لاعضوي للسترونتيوم، صيغته الكيميائية SrS، ويوجد في الشروط القياسية على هيئة صلب أبيض.

## التحضير
يتشكل كبريتيد السترونتيوم مركباً وسطياً أثناء استخراج عنصر السترونتيوم من خامة السليستيت. إذ تخضع الخامة بوجود فحم الكوك إلى عملية تحميص عن درجات حرارة بين  1100–1300 °س. عند هذه الشروط يحدث تفاعل اختزال للكبريتات إلى كبريتيد:
{\displaystyle \mathrm {SrSO_{4}+2\ C\longrightarrow SrS+2\ CO_{2}} }

## الخواص
يوجد المركب في الشروط القياسية على هيئة صلب أبيض، وهو ضعيف الانحلالية في الماء. للمركب بنية بلورية شبيهة ببنية كلوريد الصوديوم المكعبة.
بوجود الماء وثنائي أكسيد الكربون يتفاعل المركب ليعطي كربونات السترونتيوم:
{\displaystyle {\ce {SrS + H2O + CO2 -> SrCO3 + H2S}}}

## الاستخدامات
يستخدم هذا المركب مادة أولية أثناء استخراج السترونتيوم من أجل تصنيع مركبات السترونتيوم الأخرى.